# Vila Nery
Vila Nery é um distrito do município brasileiro de São Carlos, no interior do estado de São Paulo.

## História

### Origem
O loteamento Vila Nery, que deu origem ao distrito, foi aberto no ano de 1889, sendo propriedade de Joaquim Alves S. Nery.

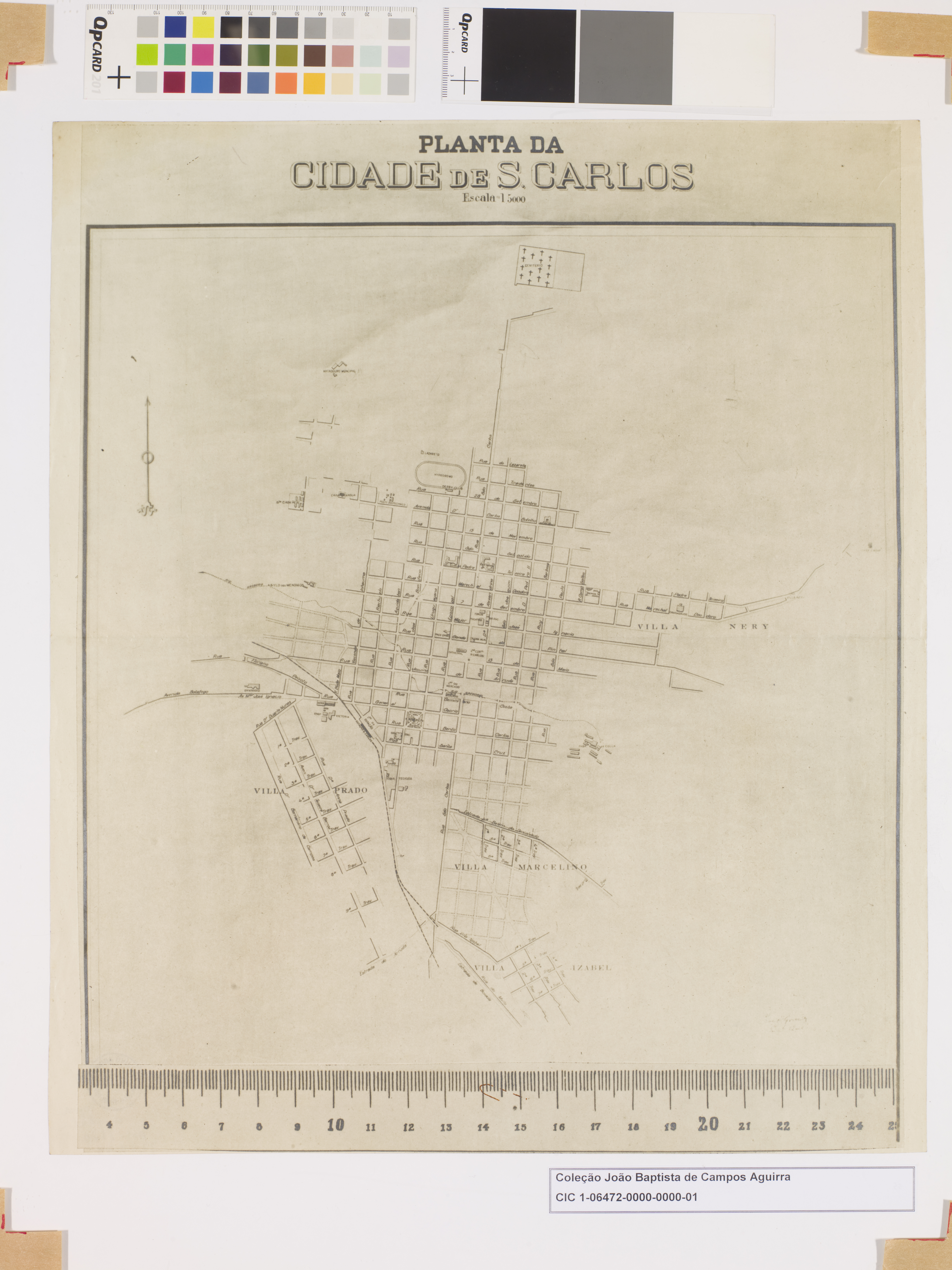
Planta da cidade no início do século XX, mostrando a Vila Nery.

### Formação administrativa
- Distrito criado pela Lei n° 3.198 de 23/12/1981, com sede no bairro de Vila Nery e com território desmembrado do distrito de São Carlos[4][5].

## Geografia

### Localização
Localiza-se ao leste da cidade, estando conurbado ao distrito sede.

### Demografia

#### População urbana
| Crescimento população urbana | Crescimento população urbana | Crescimento população urbana | Crescimento população urbana |
| Censo                        | Pop.                         |                              | %±                           |
| ---------------------------- | ---------------------------- | ---------------------------- | ---------------------------- |
| 1991                         | 10 416                       |                              | —                            |
| 2000                         | 14 272                       |                              | 37,0%                        |
| 2010                         | 27 078                       |                              | 89,7%                        |
| 2022                         | 28 764                       |                              | 6,2%                         |
| Fonte: IBGE e Fundação SEADE |                              |                              |                              |

#### População total
Pelo Censo 2010 (IBGE) a população total do distrito era de 27 598 habitantes.

### Área territorial
A área territorial do distrito é de 107,437 km².

## Serviços públicos

### Registro civil
Feito na sede do município, pois o distrito não possui Cartório de Registro Civil das Pessoas Naturais.

### Saneamento
O serviço de abastecimento de água é feito pelo Serviço Autônomo de Água e Esgoto (SAAE).

### Energia
A responsável pelo abastecimento de energia elétrica é a CPFL Paulista, distribuidora do Grupo CPFL Energia.

## Religião
O Cristianismo se faz presente no distrito da seguinte forma:

### Igreja Católica
- Paróquia São Miguel Arcanjo - faz parte da Diocese de São Carlos[15].

### Igrejas Evangélicas
- Congregação Cristã no Brasil[16].